# 槓鈴

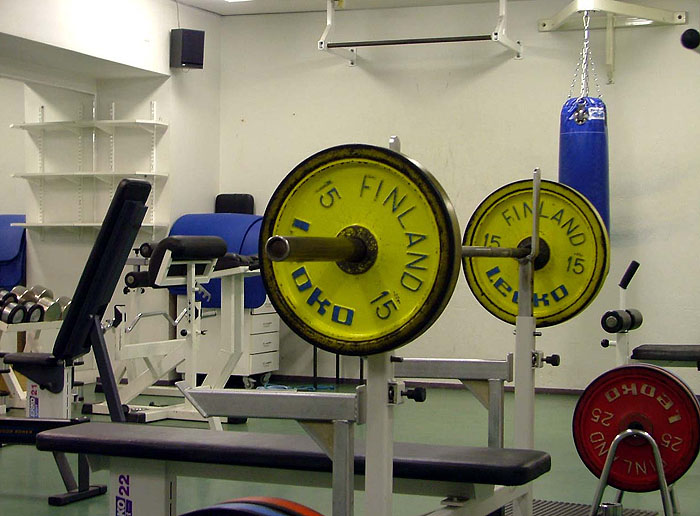
奧林匹克運動會標準的槓鈴及鐵餅

槓鈴是一種舉重及負重訓練的器材，由一條鐵支及套在兩旁的鐵餅（槓片）和槓片夾組成。

## 舉重賽標準規格

### 槓
男子槓重20（44.09英磅），長220（7.22英尺），外側末端直徑5（1.97英寸），抓握處直徑2.8（1.10英寸），槓兩端及中間有藍色標記。
女子槓重15（33.07英磅），長201（6.59英尺），外側末端直徑5（1.97英寸），抓握處直徑2.5（0.98英寸），槓兩端及中間有黃色標記。
槓安裝槓片調整重量後，兩端各以2.5公斤重的槓片夾固定。

### 槓片

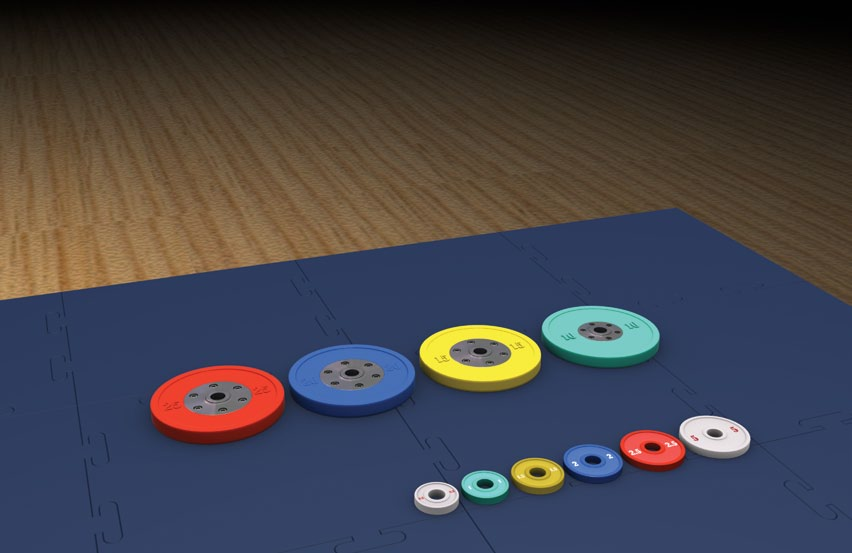
五種顏色、十種重量規格的槓片

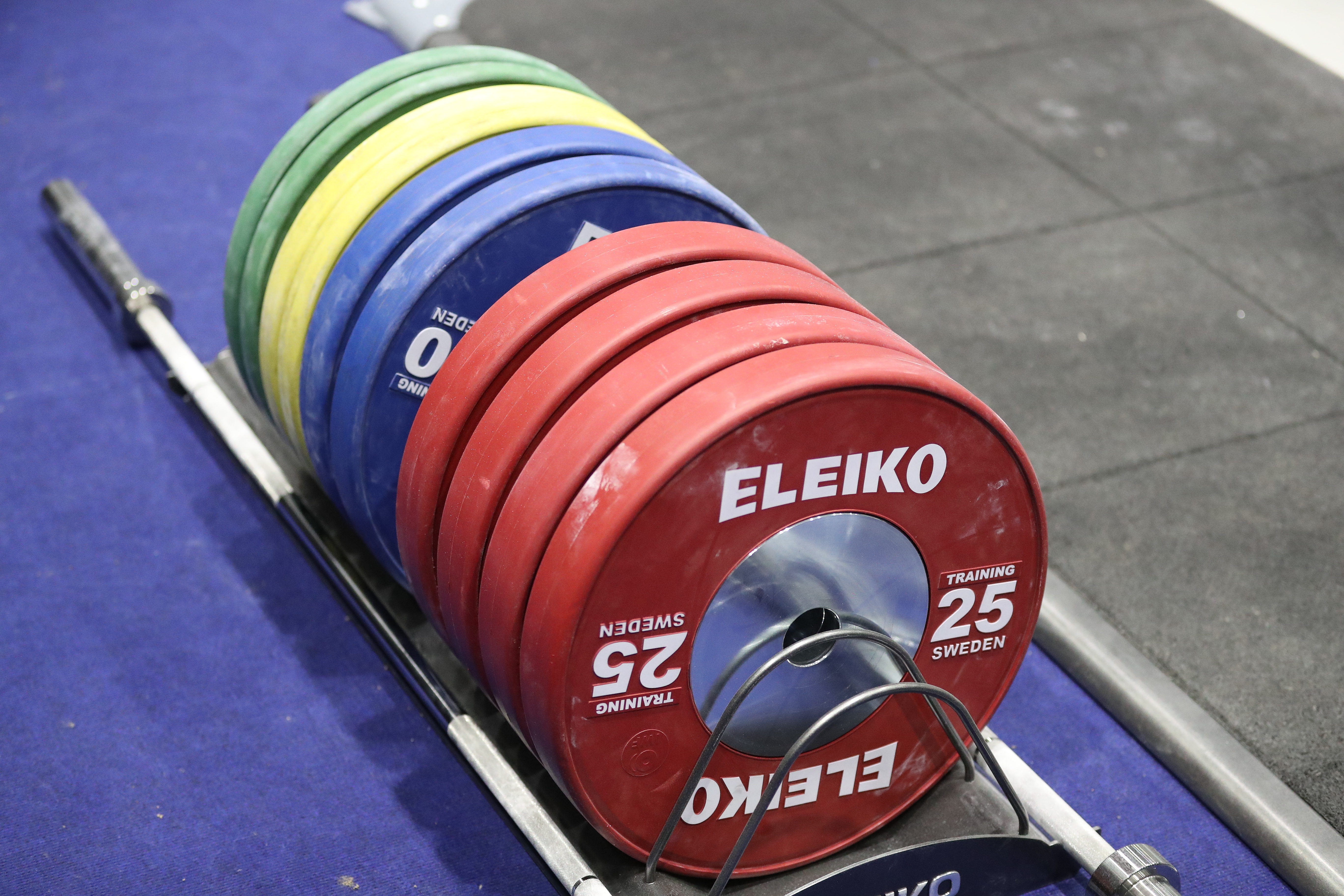
訓練用槓片，顏色及重量同比賽用槓片，但重量容許達0.8%誤差。

比賽選手要求的試舉重量扣掉槓重和兩個槓片夾重（男子共25公斤，女子共20公斤），不足的重量即由兩側槓片補足。安裝槓片需考慮左右重量平衡，因此槓鈴兩邊安裝的槓片組合應相同。槓片由重至輕以紅、藍、黃、綠、白五種顏色區別，每種顏色各有大小兩種尺寸，因此共有十種重量的槓片來調整槓鈴總重。最重的大紅槓片每個25公斤，左右成對即50公斤。若使用其他四種顏色的大槓片組，重量依序為40、30、20、10公斤。同色的小尺寸槓片重為大尺寸槓片重的十分之一，用於不足十公斤重量的調整，五種顏色組合分別代表5、4、3、2、1公斤的槓片重量。
| 顏色 | 重量 （公斤） | 重量 （磅） | 最大厚度 （公分） | 直徑 （公分） |
| ---- | ------------- | ----------- | ----------------- | ------------- |
| 紅   | 25            | 55.12       | 6.7               | 45            |
| 藍   | 20            | 44.09       | 5.4               | 45            |
| 黃   | 15            | 33.07       | 4.3               | 45            |
| 綠   | 10            | 22.05       | 3.5               | 45            |
| 白   | 5             | 11.02       | 2.65              | 23–26         |
| 紅   | 2.5           | 5.51        | 2.3               | 19–22         |
| 藍   | 2             | 4.41        | 2.2               | 15.5–19.3     |
| 黃   | 1.5           | 3.31        | 2.0               | 13.9–17.5     |
| 綠   | 1             | 2.20        | 1.9               | 11.8–16       |
| 白   | 0.5           | 1.10        | 1.6               | 9.7–13.7      |

## 另見
- 啞鈴
- 壺鈴